# Turki (Oblast' di Saratov)
Turki è un insediamento operaio dell'oblast' di Saratov, in Russia; è il centro amministrativo del distretto Turkovskij. Si trova sul fiume Chopër.